# Angara Airlines
Angara Airlines (russisch ЗАО Авиакомпания «Ангара» SAO Awiakompanija «Angara») ist eine russische Fluggesellschaft mit Sitz in Irkutsk.

## Geschichte
Die Fluggesellschaft wurde im Jahre 2000 gegründet und ging aus der insolventen Baikal Airlines hervor. 2010 fusionierte Angara Airlines mit Irkutsk Avia. Die Fluggesellschaft ist heute ein wichtiger Akteur im sibirischen Inlandsmarkt und gehört mit zur Eastland Group of Companies, einer Holding, die in den Bereichen Luft- und Wassertransport, Tourismus, Hotel- und Gaststättengewerbe tätig ist.
Vom Heimatflughafen Irkutsk und dem Flughafen Nowosibirsk-Tolmatschowo, welcher als zweite Hauptbasis genutzt wird, bietet Angara Airlines Linienflüge in Sibirien und zu anderen russischen Regionen an. Internationale Verbindungen bestehen nach Tokio (Narita-Airport), Manzhouli, Nordostchina sowie nach Almaty, Kasachstan. Neben dem Linienverkehr ist Angara Airlines im Charter-, VIP-, Fracht- und Posttransport, SAR, präventiven Waldbrandschutz aus der Luft sowie bei der Überwachung von Hochspannungsleitungen und Ölpipelines aktiv. Auch werden Touristenflüge mit Mi-8 in Burjatien bzw. am Baikalsee angeboten.  Für Öl- und Gasförderfirmen führt Angara Airlines den Personaltransport als Komplettservice – von der Stadt zur Bohrinsel – durch.
Mit einer medizinisch ausgestatteten Mi-8 erfüllt die Fluggesellschaft Aufträge für das Katastrophenmedizinzentrum Irkutsk. Außerdem bietet die Fluggesellschaft die Wartung und Reparatur von Luftfahrzeugen (hauptsächlich Antonow Flugzeuge) für Drittkunden an.
Der Anteil am regionalen Luftverkehrsmarkt soll ca. 70 % betragen. Nach eigenen Angaben führt Angara Airlines pro Monat ungefähr 140 Flüge durch.

## Flugziele
- Tokio – Flughafen Tokio-Narita
- Manzhouli – Manzhouli Airport
- Almaty – Flughafen Almaty

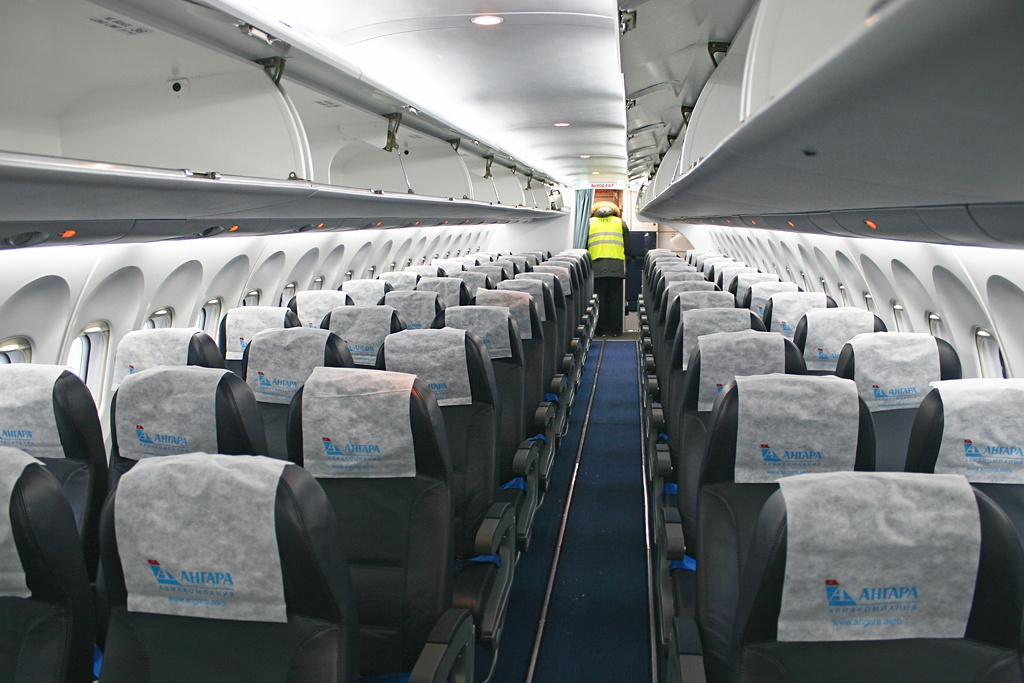
Antonow An-148-100E, Angara Airlines – Kabine

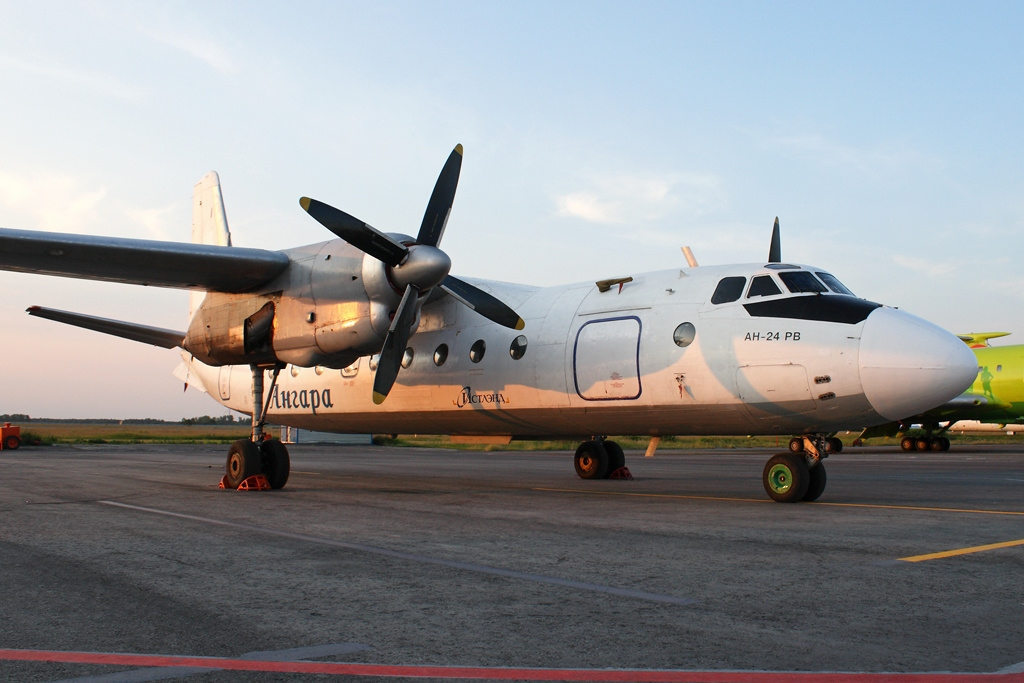
Antonow An-24RW

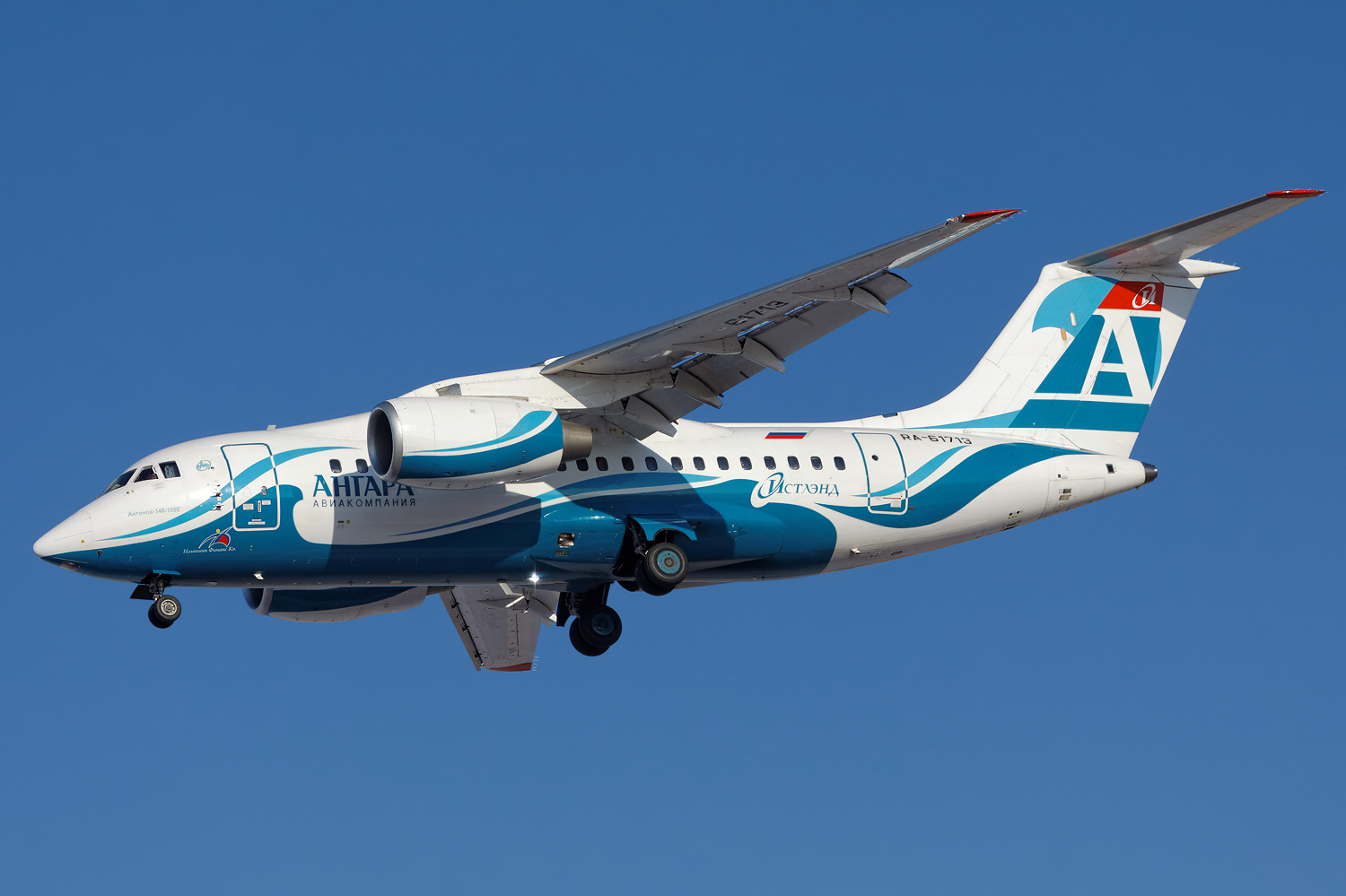
Angara Airlines Antonow An-148-100E (RA-61713) am Irkutsk Airport

- Blagoweschtschensk – Flugplatz Ignatjewo
- Bodajbo – Flugplatz Bodajbo
- Bratsk – Flugplatz Bratsk
- Tschara – Flugplatz Tschara
- Tschita – Flughafen Kadala
- Irkutsk – Flughafen Irkutsk
- Kirensk – Flughafen Kirensk (Basis von Mi-8)
- Krasnodar – Flughafen Krasnodar
- Flugplatz Lensk
- Mama – Flugplatz Mama
- Mirny – Flugplatz Mirny
- Chabarowsk – Flughafen Chabarowsk
- Nowosibirsk – Flughafen Nowosibirsk-Tolmatschowo
- Ufa – Flughafen Ufa
- Ust-Kut – Flughafen Ust-Kut
- Jakutien – Flugplatz Talakan
- Jakutsk – Flughafen Jakutsk
- Jerbogatschon – Flugplatz Jerbogatschon
- Kasan – Flughafen Kasan
- Sotschi – Flughafen Sotschi
- Nischneudinsk – Flugplatz Nischneudinsk (Basis für An-2 und Mi-8)
- Routenplan von flightradar24 (die hier eingepflegten Verbindungen sind nur in Teilen mit https://angara.aero/en/maps/ identisch)

## Flotte

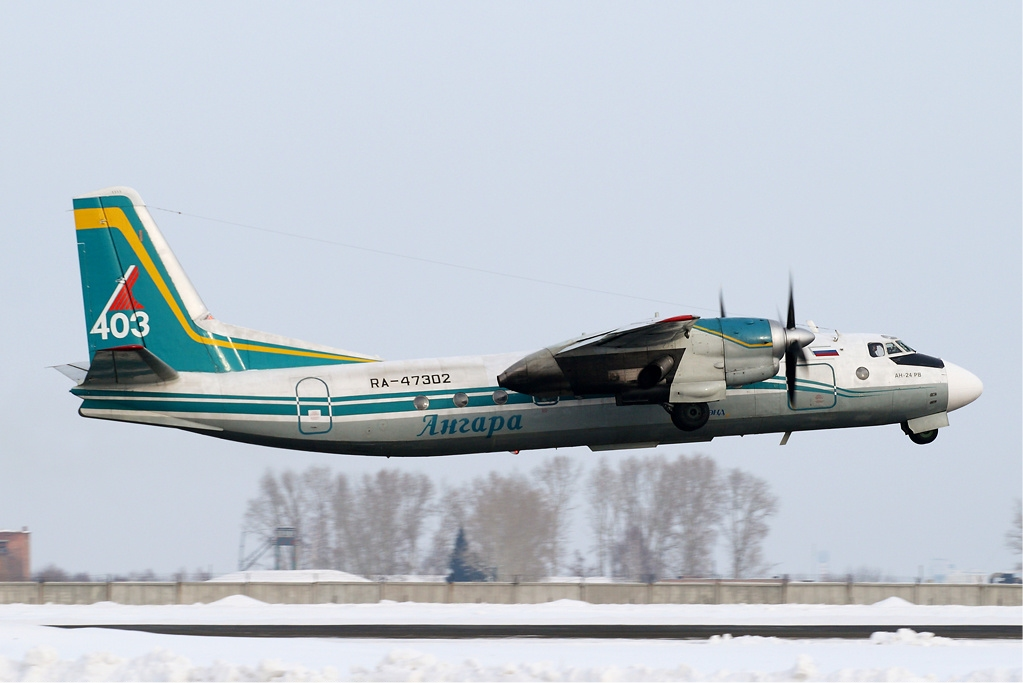
Angara Airlines Antonow An-24RW, Februar 2011, alte Farbgebung

Die Flotte der Angara Airlines besteht aus:
Im Juli 2017 wurde bekannt gegeben, dass die Fluggesellschaft eine Absichtserklärung für 3 Irkut MC-21-300 bei der MAKS in Moskau unterzeichnete. Die Flugzeuge sollten ab 2022 ausgeliefert werden.

## Zwischenfälle
- Sieben Menschen starben am 11. Juli 2011 nahe Streschewoi bei einer Notwasserung einer An-24 auf dem Flug 5007 auf dem Fluss Ob.
- Am 27. Juni 2019 führte eine An-24 nach einem Triebwerksausfall in Nischneangarsk eine Notlandung durch, dabei kam sie von der Piste ab und kollidierte mit den Gebäuden einer Wasseraufbereitungsanlage. Von den 47 Personen an Bord der aus Ulan-Ude kommenden Fluges[9] überlebten zwei nicht, der Kommandant und der Flugingenieur.[10] Das Flugzeug war seit 2013 in der Flotte.[11]
- Am 18. Oktober 2019 rollte eine An-148 nach der Landung in der Stadt Mirny (Jakutien) fünf bis sieben Meter von der Landebahn. Es gab keine Verletzten. Auch das Flugzeug wurde nicht beschädigt.[12]
- Am 24. Juli 2025 stürzte eine An-24RW (RA-47315) auf dem Flug 2311 beim zweiten Anflug auf den Flughafen der ostrussischen Stadt Tynda ab. Alle 48 Personen an Bord kamen ums Leben.[13][14]